# Melanoclerus parvus
Melanoclerus parvus là một loài bọ cánh cứng trong họ Cleridae. Loài này được Chapin miêu tả khoa học năm 1919.